# Абрамовське
Абра́мовське (рос. Абрамовское) — село у складі Сисертського міського округу Свердловської області.
Населення — 216 осіб (2010, 257 у 2002).
Національний склад населення станом на 2002 рік: росіяни — 92 %.
Стара назва — Абрамово.